# 1423 en santé et médecine
| Années de la santé et de la médecine : 1420 - 1421 - 1422 - 1423 - 1424 - 1425 - 1426    |
| Décennies de la santé et de la médecine : 1390 - 1400 - 1410 - 1420 - 1430 - 1440 - 1450 |

Cet article présente les faits marquants de l'année 1423 en santé et médecine.

## Événements
- 4 mai : commission du prévôt de Paris portant défense à tous ceux qui ne sont pas chirurgiens, même aux barbiers, « d'exercer ou eux entremettre du fait de la chirurgie » ; mais ce règlement sera abrogé dès l'année 1424 suivante[1].
- Fondation à Venise d'un lazaret, premier du genre et dont tous les ports de Méditerranée et d'Europe adopteront le modèle ; cette station de mise en « quarantaine[2] » des équipages suspects de peste est édifiée sur une île de la lagune qui sera dite du « Lazzaretto Vecchio » après la construction, en 1468, d'un « Lazzaretto Nuovo[3] ».
- Fondation à Londres d'un « Collège conjoint des médecins et des chirurgiens » (Conjoint College of Physicians and Surgeons), presque aussitôt dissous, après n'avoir examiné qu'une seule affaire[4],[5].
- Une maison de charité dite « des Bons-Malades » est attestée à Mirecourt en Lorraine, dans un acte de donation de Richard Le Favart[6].
- Jean Domprémi, « laïc et illettré », est accusé à Paris d'exercice illégal de la médecine par les maîtres de la Faculté, mais il fait appel au Parlement et, fort de sa longue expérience, de sa notoriété et de l'estime de maîtres de l'Université[7], il ne sera jamais condamné[8].
- Construction du bain maure du souk al Falqa à Tunis[9].

## Publication
- Vers 1423 : Mansour ibn Ilyas, médecin iranien, achève le Kifāyah-i Mujāhidīyah (« Livre essentiel de Moudjahid ») traité médical dédié au sultan Zayn al-Abidin[10].

## Naissance
- Pierre Pintor (mort en 1503), docteur en médecine, originaire de Valence en Espagne, Premier médecin du pape Alexandre VI[11].

## Décès
- Abdullah al-Turjuman (né à une date inconnue), médecin chrétien de Majorque, réfugié à Tunis, converti à l'islam, interprète dans le cabinet d'Abu al-Abbas Ahmed et de son fils Abu Faris Abdelaziz, puis médecin du palais[9].
- Pierre d'Argelata (né à une date inconnue), chirurgien et anatomiste, professeur de logique, de médecine et d'astrologie, mort à Bologne[12].